# 2693 Яньань
2693 Яньань (2693 Yan'an) — астероїд головного поясу, відкритий 3 листопада 1977 року.
Тіссеранів параметр щодо Юпітера — 3,604.
Названо на честь китайського міста-префектури Яньань (кит.: 延安), що знаходиться у провінції Шеньсі.